# Grand Teton
Grand Teton é uma montanha situada no  Parque Nacional de Grand Teton, no noroeste do Wyoming (Estados Unidos). Com 4199 m de altitude no top do seu pico piramidal, é o ponto culminante do parque nacional e da cordilheira Teton, e a segunda montanha mais alta do Wyoming. Tem quase 2000 m de proeminência topográfica e o seu cume-pai é o pico Gannett.

## Etimologia
Um grupo de franco-canadianos membros de uma expedição da Companhia do Noroeste deu nome à montanha.

## História
É controversa a questão de quem foram os primeiros europeus a escalar a montanha. Nathaniel P. Langford e James Stevenson afirmaram tê-la escalado em 29 de julho de 1872. Porém, a descrição do cume corresponde a um outro pico chamado The Enclosure, um pico secundário da montanha. O nome deste pico secundário faz referência a uma paliçada construída pelo homem (provavelmente ameríndios) no cume.
Quando William O. Owen escalou a montanha em 1898 (acompanhado por Franklin Spalding, Frank Peterson e John Shive), não encontrou nenhum resto de ascensão anterior no topo. Atualmente considera-se que o pico The Enclosure foi escalado pela primeira vez pelos ameríndios e Owen foi o primeiro a escalar o Grand Teton.